# Pilsbach
Pilsbach osztrák község Felső-Ausztria Vöcklabrucki járásában. 2018 januárjában 629 lakosa volt.

## Elhelyezkedése

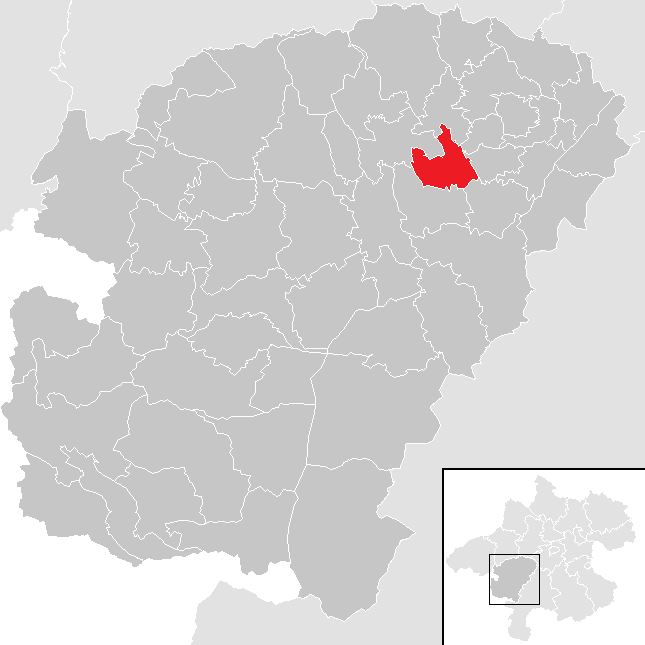
Pilsbach a Vöcklabrucki járásban

Pilsbach Felső-Ausztria Hausruckviertel régiójában fekszik a Kohlaichbach folyó mentén. Keleti határát a Redlbach, nyugatit a Diessenbach alkotja. Területének 45,1%-a erdő, 49% áll mezőgazdasági művelés alatt. Az önkormányzat 10 falut és településrészt egyesít: Am Landlberg (2 lakos 2018-ban), Diesenbach (2), Einwald (2), Kien (38), Kirchstetten (135), Mittereinwald (7), Oberpilsbach (83), Schmidham (73), Untereinwald (135) és Unterpilsbach (152). 
A környező önkormányzatok: északra Manning, északkeletre Rutzenham, keletre Pühret, délkeletre Attnang-Puchheim, délre Vöcklabruck, nyugatra Ungenach. 

## Története
Pilsbach területe eredetileg a Bajor Hercegséghez tartozott; a 12 században került át Ausztriához. A hercegség 1490-es felosztásakor az Enns fölötti Ausztria része lett. A napóleoni háborúk során több alkalommal megszállták. 
A köztársaság 1918-as megalakulásakor Felső-Ausztria tartományhoz sorolták. Miután Ausztria 1938-ban csatlakozott a Német Birodalomhoz, az Oberdonaui gau része lett; a második világháború után visszakerült Felső-Ausztriához.

## Lakosság
A pilsbachi önkormányzat területén 2018 januárjában 629 fő élt. A lakosságszám 2001 óta ezen a szinten stabilizálódott. 2016-ban a helybeliek 98,1%-a volt osztrák állampolgár; a külföldiek közül 1,1% a régi (2004 előtti) EU-tagállamokból érkezett, az újakból senki sem képviselte magát. 2001-ben a lakosok 77,9%-a római katolikusnak, 16,1% evangélikusnak, 2,2% mohamedánnak, 3% pedig felekezeten kívülinek vallotta magát. Ugyanekkor a legnagyobb nemzetiségi csoportot a német (96,2%) mellett a bosnyákok alkották 2,2%-kal.  

## Látnivalók
Pilsbachban nincs műemléki védettségű épület. Az erdős-dombos táj jó kirándulási lehetőségeket biztosít, gyalog és lóháton.
A pilsbachi 60-tagú fúvószenekar 1905-ben alakult.  

## Fordítás
- Ez a szócikk részben vagy egészben  a   Pilsbach című német Wikipédia-szócikk ezen változatának fordításán alapul.  Az eredeti cikk szerkesztőit annak laptörténete sorolja fel. Ez a jelzés csupán a megfogalmazás eredetét és a szerzői jogokat jelzi, nem szolgál a cikkben szereplő információk forrásmegjelöléseként.